# グランド・ストリート (マンハッタン)
経路図: 

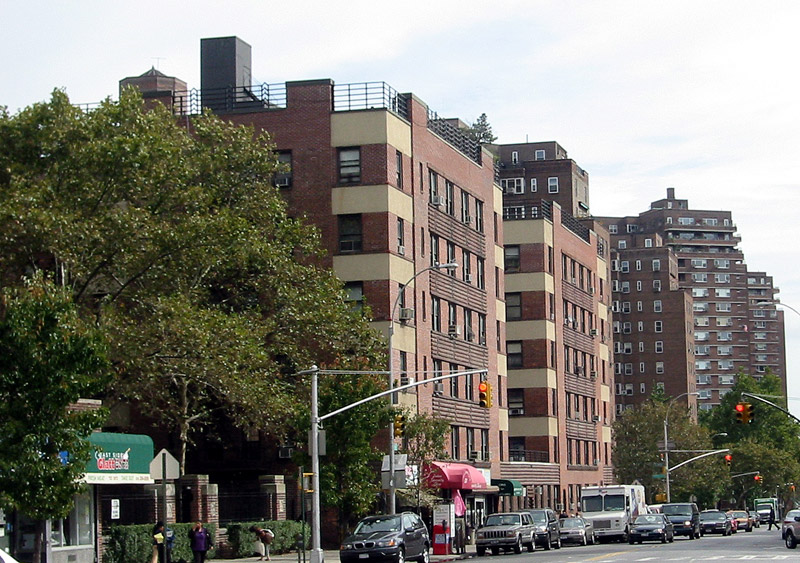
グランド・ストリートの東の区間にあるコーポレイティブ・ヴィレッジ (en)。手前に写るアマルガメイティッド・デュエリングス (en) はアメリカで最も古いコーポレイティブ住宅の一つである。イースト・サイド・グラット (East Side Glatt) も写っている。

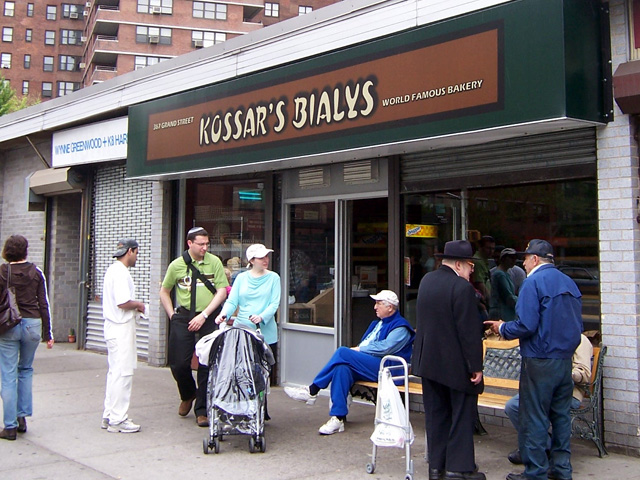
Kossar's Bialys

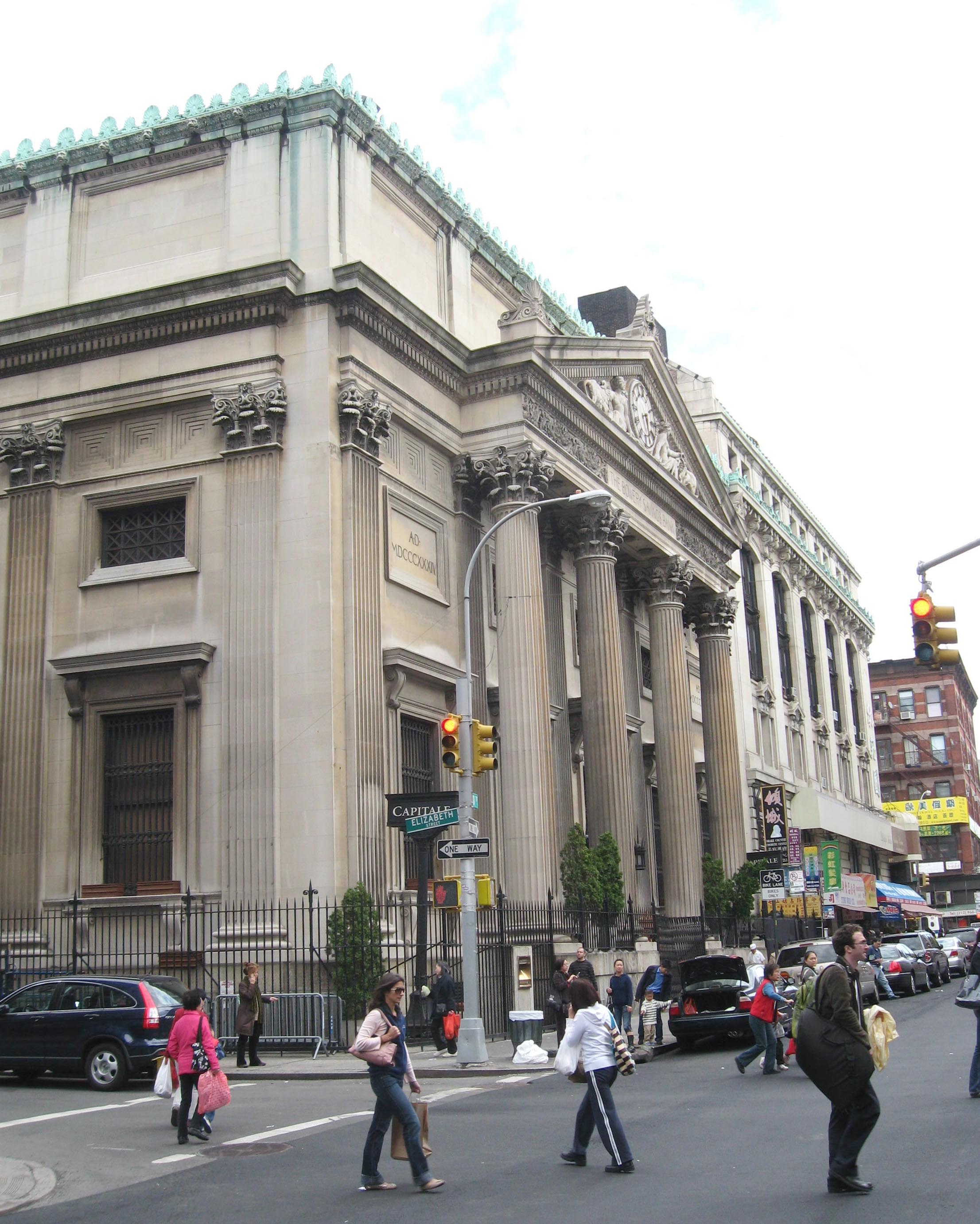
Bowery Savings Bank

グランド・ストリート (Grand Street) は、ニューヨーク市ロウアー・マンハッタンを東西に走る通りである。この通りの北にはブルーム・ストリートと、さらにその北にはデランシー・ストリート (en) が、ソーホーからチャイナタウン、リトル・イタリー、そしてロウアー・イースト・サイドを通って、並行して走っている。この通りの西端はヴァリック・ストリートで、東端はFDRドライブの側道である。

## 概要
19世紀、ウィリアムズバーグ橋が建設される以前、グランド・ストリート・フェリー (en) がマンハッタンのグランド・ストリートとブルックリンのグランド・ストリート (en) を結んでいた。
コーポレイティブ・ヴィレッジ (en) というコーポレイティブ住宅の集合がこの通りの東側の数ブロックに渡っている。他の特筆すべき建築物はニューヨーク市警察旧本部ビル、ホーム・セービングス・オブ・アメリカ (en) ビル、そしてビアリストーカー・シナゴーグ (en) がある。ニューヨーク市地下鉄B Dトレインのグランド・ストリート (en) 駅はこの通り上にある。
グランド・ストリートは、クリスティ・ストリートの西では東行きの一方通行、その東では両方向通行となっている。また、クリスティ・ストリートの東の区間には自転車レーンがある。